# Seismická tomografie

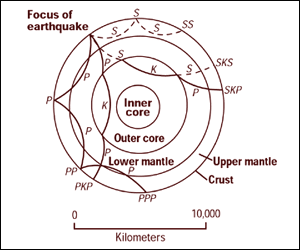
Prostředí, kterým se seismické vlny šíří, určuje jejich dráhu a tedy i čas příchodu.

Seismická tomografie je obdobou lékařské počítačové tomografie, která používá digitální seismogramy k rekonstrukci stavby Země (v budoucnosti snad také jiných planet). Využívá se principu tomografické rekonstrukce, který bere v úvahu nestejné časy šíření seismických vln přicházejících z různých směrů skrze zkoumané prostředí. Výsledkem je potom 3D model variací rychlostí v zemském nitru od svrchní kůry až po spodní plášť. Pro zemský plášť, ve kterém je dominantním jevem termální konvekce, je se znalostí minerálového složení prostředí možno tyto výsledky převést na teplotní odchylky – díky tomu se daří zobrazit např. vzestupné horké plumy či zanořující se studené tektonické desky.